# تهمتن امینیان
تهمتن امینیان  زاده ۷ فروردین ۱۳۵۵  مدیر خلاقیت، مدیر هنری و طراح گرافیک معاصر ایرانی با گرایش تبلیغات خلاق است.

## زندگی
وی فعالیت هنری و آشنایی با طراحی گرافیک را در دوران دبیرستان و در شرکت چاپ آتلیه نزد دایی‌اش استاد مجید بلوچ آغاز کرد و تا سال ۱۳۷۴ ادامه داد. سپس در سال ۱۳۷۶ در رشته گرافیک از دانشگاه سوره فارغ‌التحصیل شد. او همچنین در سال ۱۳۸۶ دوره Creative Performance را زیر نظر "Ralf Langwost" گذراند.

## فعالیت‌ها
وی در سال ۱۳۷۸  به عنوان طراح گرافیک و مدیر هنری در یک شرکت تبلیغاتی مشغول به کار شد و در سال ۱۳۸۰ به عضویت انجمن صنفی طراحان گرافیک ایران درآمد. سال ۱۳۸۴ به همراه «پدرام حربی» گروه هم‌رکاب را برای فعالیت‌های فرهنگی، از جمله برگزاری نمایشگاه تشکیل داد. نمایشگاه «پوسترِ پوستر» (نمایشگاه پوسترهای ایرانی طراحی شده برای نمایشگاه‌های پوستر) که با هدایت و حمایت مرتضی ممیز برگزار شد، از جمله فعالیت‌های هم‌رکاب بود. او در سال ۱۳۸۷ استودیوی شخصی خود را با نام «کارگاه گرافیک و تبلیغات تهمتن امینیان» تأسیس نمود و علاوه بر فعالیت در زمینه‌های گوناگون گرافیک و تبلیغات، به برگزاری کارگاه و تدریس «خلاقیت در تبلیغات» پرداخت.
تهمتن در سال ۱۳۸۸ به عنوان عضو شورای طرح و برنامهٔ اولین هفته طراحی گرافیک ایران فعالیت داشت و همان سال به عنوان عضو هیئت مدیره انجمن صنفی طراحان گرافیک ایران انتخاب شد و به مدت دو سال نایب رئیس هیئت مدیره انجمن در دوره پنجم بود که در این مدت، عضو شورای سیاست گذاری و دبیر اولین نمایشگاه سرو نقره‌ای سال ۱۳۸۹ نیز بود. آثار او در بسیاری از نشریات معتبر بین‌المللی چاپ شده‌است.
تهمتن پس از چندین سال فعالیت حرفه‌ای، در سال ۱۳۹۴ آژانس تبلیغاتی «ارتباطات خلاق کرگدن» را با تمرکز ویژه بر ارائه «تبلیغات خلاق» پایه‌گذاری نمود و تا به امروز به عنوان «مدیر خلاقیت» در این آژانس مشغول به کار است.

## جوایز
تهمتن امینیان بیشتر به عنوان یک طراح گرافیک تجاری شناخته می‌شود؛ حال این‌که مهم‌ترین جوایزش را به جهت آثار فرهنگی‌اش کسب کرده‌است. در سال ۲۰۰۴ و در اولین دوسالانه بین‌المللی پوستر تهران، جایزه آیکوگرادا "Icograda Excellence Award" (جایزه ویژه انجمن بین‌المللی طراحی (آیکو-دی)) را برای طراحی پوستر "و دنیای ما هنوز پابرجاست" دریافت نمود.
او اولین طراح ایرانی است که موفق به کسب این جایزه شده‌است. همچنین در نهمین دوسالانه طراحی گرافیک معاصر ایران در سال ۱۳۸۶، جایزه بزرگ مرتضی ممیز را برای مجموعه آثارش در زمینه گرافیک و تبلیغات دریافت کرد که البته به دلیل آن‌که از آن پس به شخص دیگری اهدا نشده، هم‌چنان در انحصار اوست.
- جایزه سرو نقره‌ای در بخش تبلیغات تجاری برای دو کمپین «پاس بده هموطن» بانک سامان و کمپین «ثروت» بانک ملت، ۱۳۹۴[۱۹][۲۰][۲۱]
- آگهی برتر تجاری روزنامه‌های سراسر کشور برای آگهی «همهٔ ریسک شما در یک بانک معتبر، همین است» بانک ملت، ۱۳۹۳.[۲]
- جایزه سرو نقره‌ای در بخش تبلیغات تجاری برای کمپین تبلیغاتی بانک ملت، ۱۳۹۰[۲۲][۲۳]
- دیپلم افتخار المپیاد جهانی شهری در نهمین بینال طراحی گرافیک معاصر ایران، ۱۳۸۶
- جایزه بزرگ مرتضی ممیز در نهمین دوسالانهٔ طراحی گرافیک معاصر ایران، ۱۳۸۶[۲۴]
- جایزه نخست اولین دوسالانه بین‌المللی پوستر جهان اسلام، ۱۳۸۴
- جایزه آیکوگرادا"Icograda Excellence Award" (جایزه ویژه انجمن بین‌المللی طراحی (آیکو-دی)) در هشتمین نمایشگاه دوسالانهٔ جهانی پوستر تهران، ۲۰۰۴[۲۵][۲۶][۲۷]
- دیپلم افتخار دوسالانه بین‌المللی پوستر مکزیک، ۲۰۰۴[۲۸][۲۹]

## نمایشگاه‌ها
- نمایشگاه گرافیک ایمپراتیو، آمریکا ۲۰۰۵[۳۰]
- نمایشگاه پوستر Persian Cry شهر La Louviere، بلژیک ۲۰۰۴
- اولین نمایشگاه دوسالانه بین‌المللی از پوستر جهان اسلام، ایران ۲۰۰۴
- مسابقه بین‌المللی تجارت Tamga، روسیه ۲۰۰۴
- نمایشگاه بین‌المللی پوستر محیطی Solar Cities، کره ۲۰۰۴
- نمایشگاه بین‌المللی دوسالانه Golden Bee 6، روسیه ۲۰۰۴
- هشتمین نمایشگاه دو سالانه پوستر، مکزیک ۲۰۰۴
- نمایشگاه پوستر محیط زیست بانک ملی، ایران ۲۰۰۴
- نمایشگاه پوستر بهار ایرانی Iranian Spring، فرانسه ۲۰۰۴
- نوزدهمین نمایشگاه بین‌المللی دوسالانه پوستر ورشو، لهستان ۲۰۰۴[۳۰]
- نمایشگاه بین‌المللی Chinese Character، چین ۲۰۰۳
- نمایشگاه بین‌المللی Mark X، چین ۲۰۰۳
- پنجمین نمایشگاه سه سالانه 4th Block پوسترهای محیط زیست و طراحی گرافیک، اوکراین ۲۰۰۳
- هفتمین نمایشگاه سه سالانه بین‌المللی پوستر، تویاما، ژاپن ۲۰۰۳
- نمایشگاه سه سالانه Trnava، اسلواکی ۲۰۰۳
- هفتمین نمایشگاه دو سالانه آثار طراحان گرافیک، ایران ۲۰۰۲[۳۱][۳۲][۳۳]